# Doctor Vlimmen (boek)
Doctor Vlimmen is een boek uit 1937 van Anton Roothaert over een gelijknamige veearts. Het verhaal speelt zich af in de Nederlandse provincie Noord-Brabant in de crisisjaren 1930-1940. In die tijd was Noord-Brabant relatief zwaar rooms-katholiek en de hoofdpersoon loopt te hoop tegen arrogante hoge personen uit de Kerk, die zich op hun positie en macht laten voorstaan. Wanneer Vlimmen ervan wordt verdacht dat hij zijn dienstmeisje zwanger heeft gemaakt, wordt de verhouding tussen hem en de Kerk zeer precair.
Zijn vriend Hub Pulles, toen veearts in Eindhoven, inspireerde de schrijver voor de figuur Vlimmen. Samen bezochten ze op het Noord-Brabantse platteland boeren met ziek vee. In de Tweede Wereldoorlog werd Pulles NSB-burgemeester van Eindhoven.   

## Verfilming
In 1978 werd het boek verfilmd door Guido Pieters. In 1944 was het al door de nazi's verfilmd onder de titel Tierarzt Dr. Vlimmen en onder dezelfde titel werd in 1956 wederom een Duitse verfilming gemaakt. In de verfilming van 1978 wordt Doctor Vlimmen gespeeld door Peter Faber.

## Trilogie
In 1953 en 1957 schreef Roothaert nog twee vervolgdelen op Doctor Vlimmen: Vlimmen contra Vlimmen en Vlimmens tweede jeugd. Deze drie delen tezamen zijn uitgebracht als Vlimmen Trilogie. 